# 桜田佳歩
桜田 佳歩（さくらだ かほ、1996年1月4日 - ）は、日本の女性声優。東京都出身。スペースクラフト・エージェンシー所属。

## 出演

### テレビアニメ
2017年
- こねこのチー ポンポンらー大冒険 / 大旅行（2017年 - 2018年、子供A、妹、少年B、少女） - 2シリーズ

2018年
- ブラッククローバー（魔女）

2019年
- 3D彼女 リアルガール（綾戸の友人）
- ダイヤのA actII（小田茜）
- 炎炎ノ消防隊（生徒）

2020年
- ネコぱら（女の子、娘）
- アサティール 未来の昔ばなし（サファナ、子供、女の子）

### Webアニメ
- 天空侵犯（2021年、東遥華）

### ゲーム
2019年
- エンゲージプリンセス〜眠れる姫君と夢の魔法使い〜（ミミ）
- グランドサマナーズ（シャディ）
- モンスターストライク（アイリーン・アドラー）

2020年
- クイズRPG 魔法使いと黒猫のウィズ（コイト・ヒナゲシ）

### ラジオ
※はインターネット配信。
- 桜田佳歩の声ラブ（2021年、超!A&G+※）[5]